# Bamba Bakari
Bamba Bakari (Korhogo, 16 novembre 1948) è un attore ivoriano.
Ex steward di Air Afrique, ha intrapreso la carriera artistica, prendendo parte ad alcuni film di Henri Duparc.
Umorista, è uno dei personaggi più noti della televisione del suo paese con il personaggio del dottor Bamba, interprete di Dr Boris, una serie ambientata in ambiente ospedaliero. Vestendo i panni del tassista Moussa in Moussa le taximan, sette corti prodotti nel 2001, è diventato ambasciatore della prevenzione contro l'AIDS.

## Filmografia
- Bal Poussière, regia di Henri Duparc (1989)
- Le Sixième Doigt, regia di Henri Duparc (1990)